# BSV Moorfielders
BSV Moorfielders is een honk- en softbalvereniging uit het Gelderse Ede.
De vereniging werd opgericht in 1980. Vanaf het seizoen 1981 werd voor het eerst aan competities deelgenomen. De club heeft als thuisbasis het sportpark Hoekelumse Eng. Men beschikt over een honkbal- en een softbalveld. De vereniging telt circa 120 leden (2011). De naam Moorfielders (Heidevelders) verwijst naar de heidevelden bij Ede.